# Antônio Flávio
Antônio Flávio Aires dos Santos, även känd bara som Antônio Flávio, född 5 januari 1987 i Brejinho de Nazaré, Goiás (nuvarande Tocantins), är en brasiliansk fotbollsspelare som spelade i AIK 2009.

## Karriär
Han gjorde debut i AIK-tröjan den 12 augusti 2009 i en träningsmatch mot Akropolis IF på Akalla bollplan som slutade i en seger för AIK med 2–0. Antônio Flávio gjorde sitt första allsvenska mål i en 2–0-vinst borta mot BK Häcken den 14 september 2009.
Den 29 september 2009 skapade Flávio rubriker efter att han under segerfirandet efter derbyt mot Djurgårdens IF tog på sig en tröja med budskapet "Hata Göteborg". Han sade sig senare inte ha förstått vad texten betydde och att han trodde det handlade om "guldet".  Han gjorde själv båda målen i 2–0-segern. Flávio anses även att ha varit en stor bidragande orsak till AIK:s dubbla guld säsongen 2009. Han kvitterade till 1-1 i "seriefinalen" mellan AIK och IFK Göteborg den 1 november 2009 på Gamla Ullevi. Flávio hjälpte även till med att säkra AIK:s andra titel för året, nämligen Svenska Cupen, genom att göra 2–0-målet i cupfinalen mot IFK Göteborg.

## Meriter
- Santo André
  - Campeonato Paulista Série A2: 2008

- AIK
  - Allsvenskan: 2009
  - Svenska cupen: 2009
  - Supercupen: 2010